# Алберт Кинг
Алберт Кинг Нелсон (енгл. Albert King Nelson; Индијанола, 25. април 1923 — Мемфис, 21. децембар 1992), познат професионално као Алберт Кинг, био је амерички блуз гитариста и певач, који је имао велики утицај у свету свирања блуза на гитари. Један од "Три краља блуз гитаре" (уз Б. Б. Кинга и Фреди Кинга), он је можда најпознатији по синглу из 1967. Born Under a Bad Sign.
Албертова популарност код критичара и код широке публике донела му је славу и место једног од најцењенијих и најутицајнијих гитариста блуза и рока. Интензиван, пун звук гитаре и његов варљиво једноставан стил, Кинг је инспирисао и црне и беле музичаре од Отис Раша и Роберт Креја до Ерик Клептона и Стиви Реј Вона. Кинг је објавио велики број албума, његове песме су међу најпопуларнијим песама у историји блуза, од којих су неке касније постали класици жанра. Његова песма Born Under a Bad Sign се сматра блуз стандардом и најчешће је изводе други блузмени.
Алберт Кинг је укључен у Блуз кућу славних (1983) и Рокенрол кућу славних (2013. постхумно), а на листи "500 најбољих албума свих времена" по часопису Ролинг стоун, његов рад је представљен у албуму Born Under a Bad Sign на 491. месту. Такође, овај албум је додат у Грему кућу славних 1999.